# DJ Thera
DJ Thera is de artiestennaam van Pieter Heijnen (Tegelen, 19 februari 1979) is een Nederlands hardstyle-dj en producer.

## Loopbaan
DJ Thera begon zijn carrière rond 2000 met het project Bass Driver samen met Fabian Bohn. Zij startten in 2002 het duo Brennan & Heart, totdat zij in 2005 uit elkaar gingen. Heijnen ging verder als DJ Thera, een anagram voor 'Heart'. In 2008 richtte hij zijn eigen platenlabel Theracords op, gevolgd door het sublabel Therabyte in 2009, Theracords Classics in 2016 en Theracords LABS in 2018. Diverse hardstyle artiesten, waaronder Delete, Deetox, Chris One, Degos & Re-Done, Caine, Jason Payne, Geck-o, Wavolizer, Riot Shift, Phrantic en Prefix & Density, hebben hun platen uitgebracht op Theracords.
Thera bracht zijn eerste album, genaamd Training Sessions, uit in 2014. Dit album werd in 2016 opgevolgd door The New Era. In 2017 heeft Dj Thera samen met zijn Theracords artiesten nog een verzamel cd uitgebracht genaamd "The Opposition". In 2018 bracht hij een derde soloalbum uit genaamd "Diversity Is Key". Door de jaren heen heeft DJ Thera op evenementen als Hard Bass, Defqon.1 Festival, Decibel Outdoor en Q-Base opgetreden en hij heeft voor meerdere events het officiële anthem mogen maken, zoals Ground Zero Festival in 2011 en Dance Valley in 2017. Eind 2020 volgt er een nieuw album genaamd "From The Heart" waar Dj Thera een ode brengt aan de begintijd van de hardstyle. Dit album verschijnt in februari 2021 ook op vinyl.

## Discografie

### Albums
| Uitgebracht | Titel                    |
| ----------- | ------------------------ |
| 2014        | 50K Likes Free Release!  |
| 2014        | Dj Thera Tracks!         |
| 2014        | Live Dj Mixes            |
| 2014        | Training Sessions        |
| 2016        | The New Era              |
| 2018        | Diversity = Key (Part 1) |